# A New Herball, Wherein are Conteyned the Names of Herbes
A New Herball, Wherein are Conteyned the Names of Herbes es un libro ilustrado con descripciones botánicas que fue escrito por el ornitólogo y botánico inglés William Turner.
A new Herball, wherin are conteyned the names of Herbes... with the properties degrees and naturall places of the same, gathered and made by Wylliam Turner, Physicion unto the Duke of Somersettes Grace es el nombre completo de esta obra de botánica. La primera parte se publicó en Londres, impreso por Steven Myerdman en 1551), la segunda se publicó en 1562 y la tercera en 1568, ambas en el exilio de Alemania, por Arnold Birckman de Colonia. Estos volúmenes fueron la primera investigación clara y sistemática de las plantas de Inglaterra. La obra contaba con admirables grabados en madera (básicamente copiados de la obra De historia Stirpium de Leonhart Fuchs, 1542) junto con las detalladas observaciones obtenidas por Turner en sus estudios de campo. Al mismo tiempo, Turner incluyó una relación de los "usos y virtudes" de las plantas y en el prefacio admite que tal vez se le acuse de divulgar al público general lo que debería haber quedado reservado a una audiencia profesional. De este modo, por primera vez se disponía de una flora de Inglaterra en lengua vernácula de forma que era posible identificar sin dificultad la mayor parte de las plantas inglesas. 